# Doctrina compendiosa
 (décembre 2017).
Si vous disposez d'ouvrages ou d'articles de référence ou si vous connaissez des sites web de qualité traitant du thème abordé ici, merci de compléter l'article en donnant les références utiles à sa vérifiabilité et en les liant à la section « Notes et références ».

La Doctrina Compendiosa (en français : « Doctrine globale ») est une œuvre de thématique politique et sociale attribuée à Francesc Eiximenis et écrite en catalan à Valence entre la fin du XIVe siècle et le commencement du XVe. Le père capucin Martí de Barcelona la publia en 1929.

## Contenu et structure
Le livre a la forme d'un dialogue, où un groupe de citoyens de Valence pose un tas de questions à un frère franciscain sur des matières sociales et politiques, et même de morale et religion. Le frère structure le dialogue en deux parties. La première, de vingt chapitres, a plutôt un caractère moral. La deuxième, avec vingt autres chapitres, traite sur des matières pratiques, surtout de caractère social et politique. Le livre finit avec une conclusion finale.

## Arguments contre la paternité d'Eiximenis
Néanmoins, quelques études de Jaume Riera Sans et de Curt Wittlin ont déterminé qu'Eiximenis ne fut pas l'auteur de ce livre.
Les arguments principaux seraient les suivants :
- Eiximenis n'a pas écrit d'autre œuvre en forme de dialogue.
- Six des neuf manuscrits conservés n'ont pas de nom de l'auteur.
- L'auteur de cette œuvre ne fait pas de références a d'autres œuvres d'Eiximenis, comme il le fait à d'autres œuvres.
- Il y a relativement peu de citations bibliques et des Pères de l'Église et Docteurs de l'Église.
- La façon de citer en latin en cette œuvre est totalement différente de celle des autres œuvres d'Eiximenis.

## Auteur possible
Curt Wittlin suggère que l'auteur de cette œuvre pourrait être Ramon Soler, juriste, citoyen important de la cité de Valence et très ami de Francesc Eiximenis pendant sa vie. Cette œuvre serait donc une sorte de commémoration des doctrines eiximeniennes, étant donné que ce livre a beaucoup de parallélismes avec la pensée sociopolitique eiximenienne et avec les œuvres où cette matière est traitée, comme le Regiment de la cosa pública.
De plus, Curt Wittlin a trouvé beaucoup d'influence des œuvres du juriste médiéval Albertano da Brescia. Cela soutiendrait la théorie selon laquelle l'auteur était un juriste, comme Ramon Soler.